# Thysanina transversa
Thysanina transversa là một loài nhện trong họ Trachelidae.
Loài này thuộc chi Thysanina. Thysanina transversa được miêu tả năm 2006 bởi Lyle & Haddad.